# آلسی (شرکت ایتالیایی)

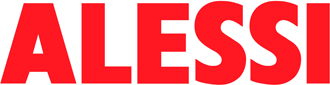

آلسی (به ایتالیایی: Alessi) یک شرکت لوازم خانگی و ظروف آشپزخانه در ایتالیا است که اقلام روزمره را تولید و بازاریابی می‌کند که توسط طیف وسیعی از طراحان، معماران و طراحان صنعتی، طراحی شده است — از جمله: آکیله کاستیلیونی، ریچارد ساپر، الساندرو مندینی، اتوره سوتساس، ویل آرتس، زاها حدید، تویو ایتو، گرگ لین، ام‌وی‌آر‌دی‌وی، ژان نوول، یو‌ان‌استودیو، مایکل گریوز، و فیلیپ استارک.

## طراحان و طرح‌های آن‌ها

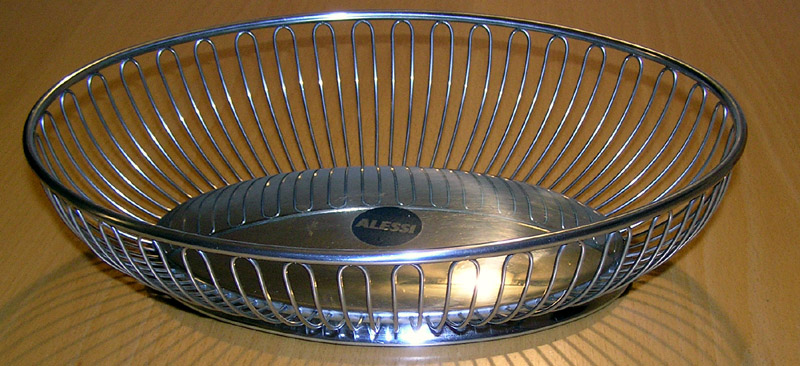
سبدنان بیضی، ۱۹۵۵ میلادی
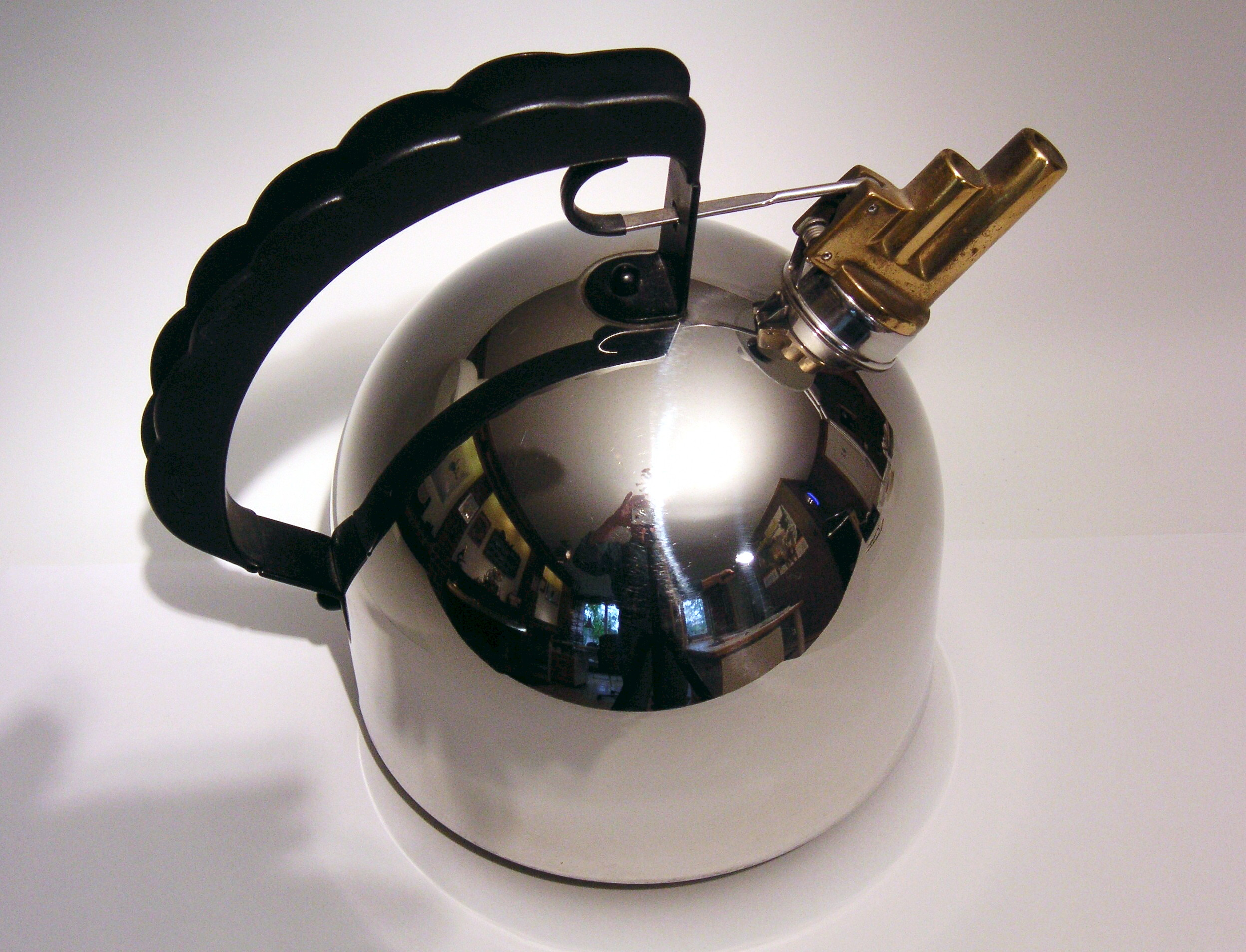
کتری ساپر، ۱۹۸۳ میلادی
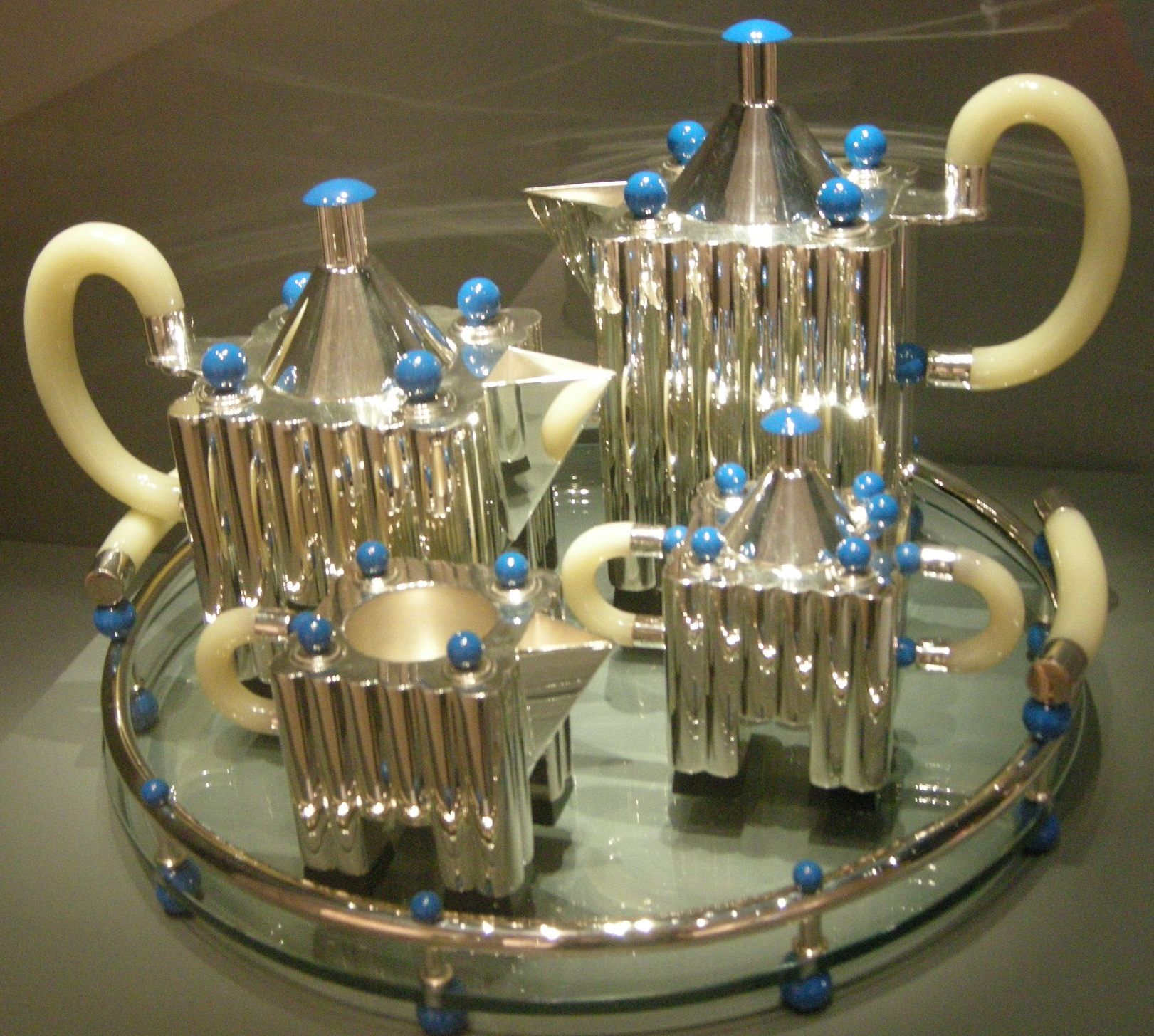
سرویس چای گریوز، ۱۹۸۳ میلادی
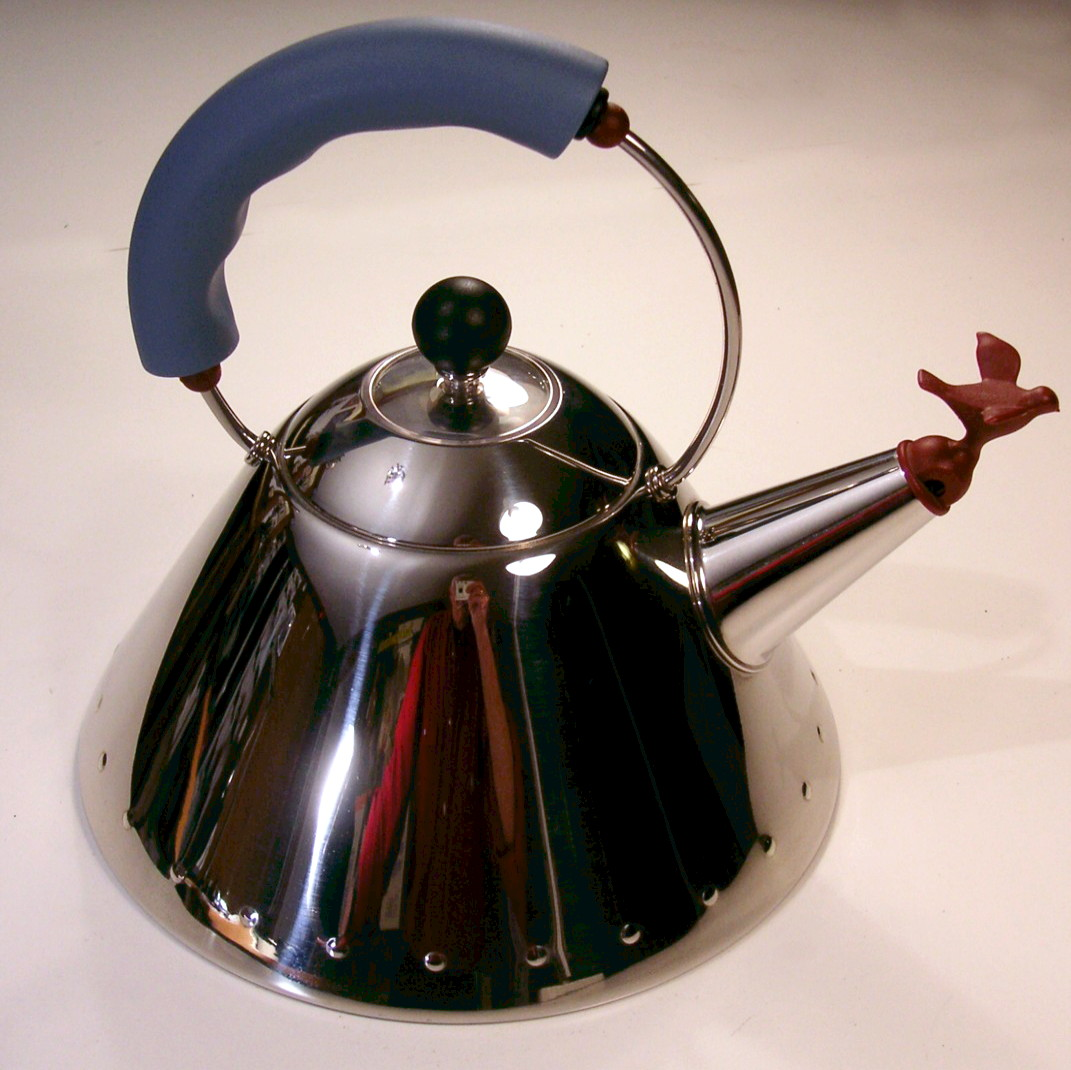
کتری گریوز، ۱۹۸۴ میلادی
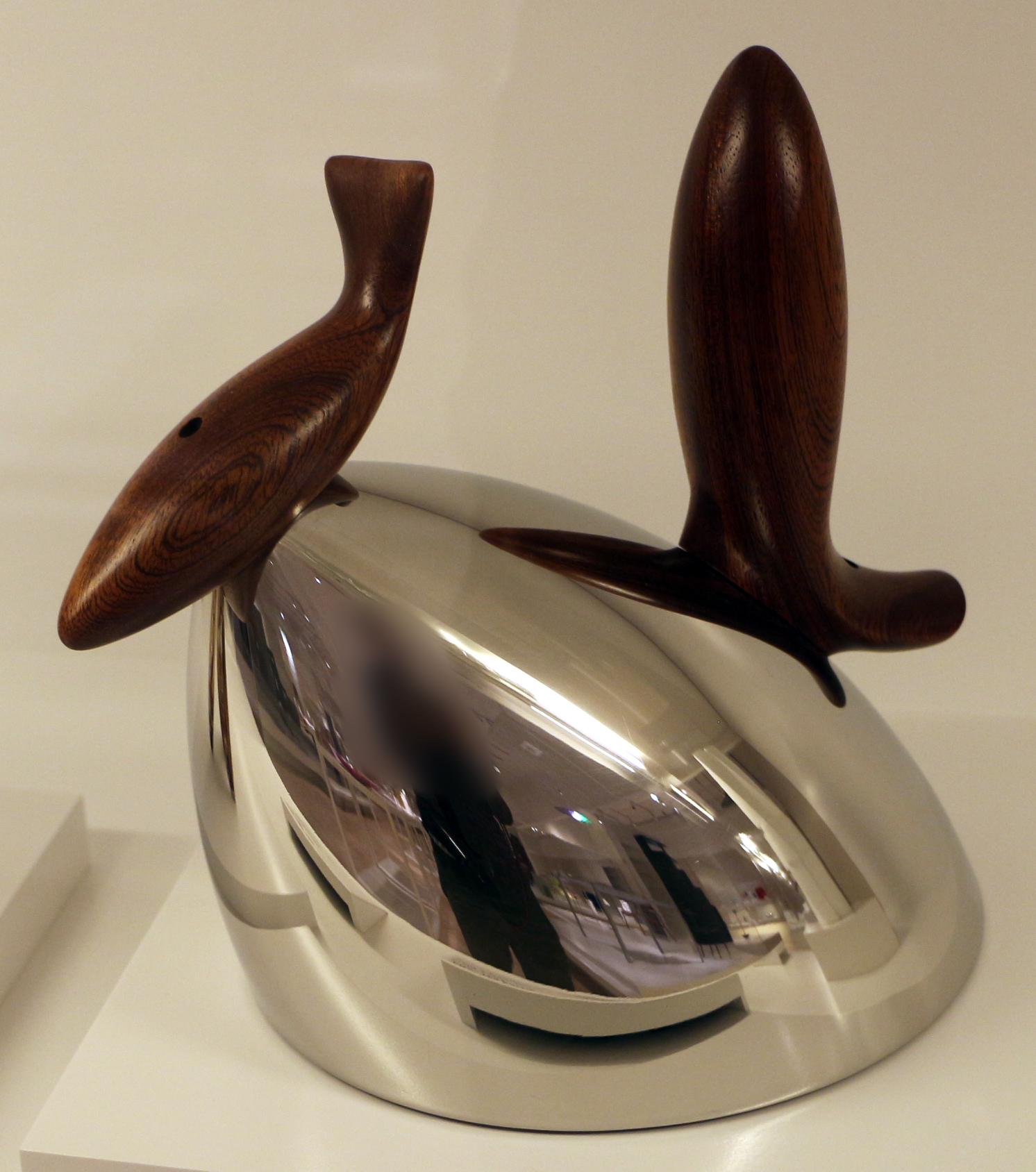
کتری پیتو، ۱۹۸۸ میلادی
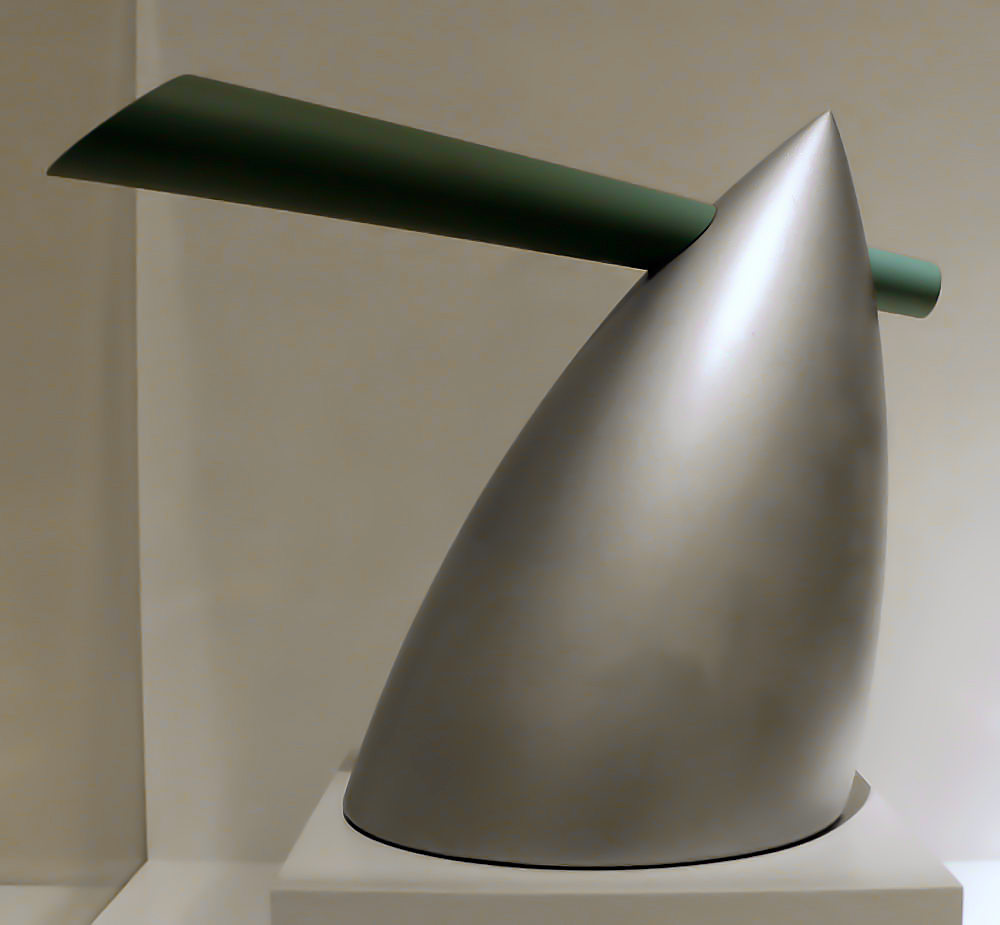
کتری برتا داغ، ۱۹۸۹ میلادی
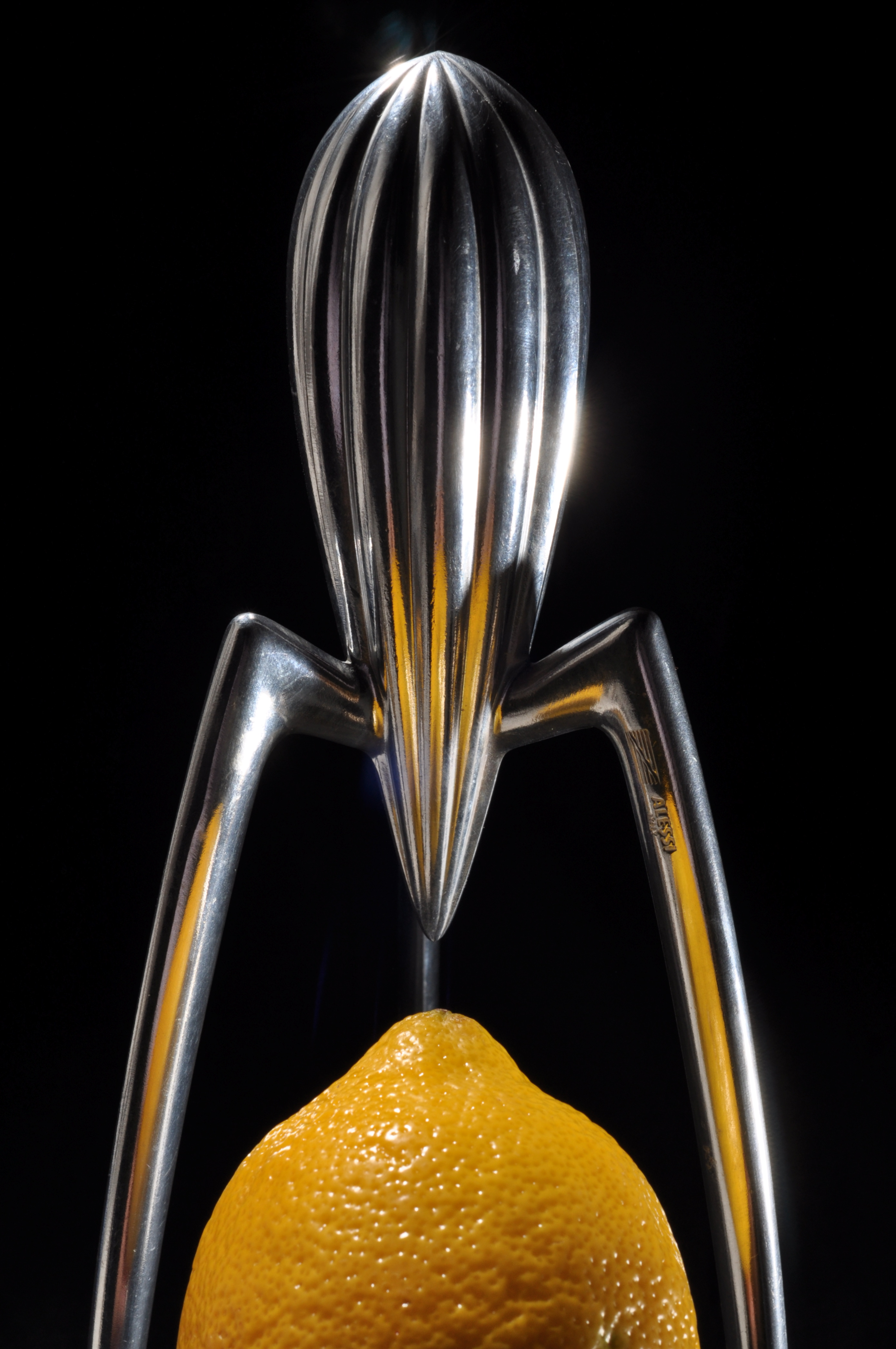
آب‌مرکبات‌گیر جوسی سلیف استارک، ۱۹۹۰ میلادی
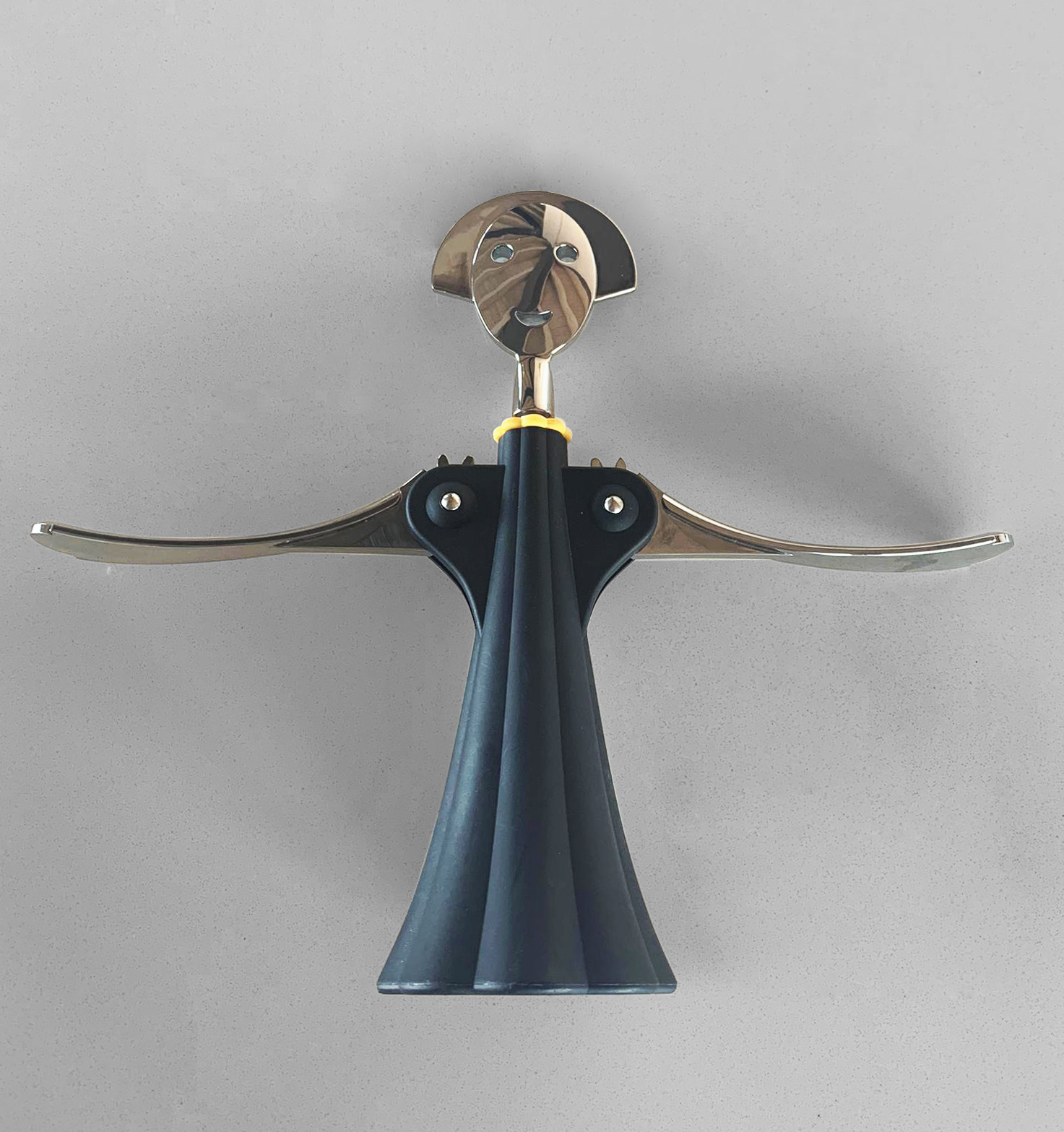
در بطری بازکن آنا جی، ۱۹۹۴ میلادی
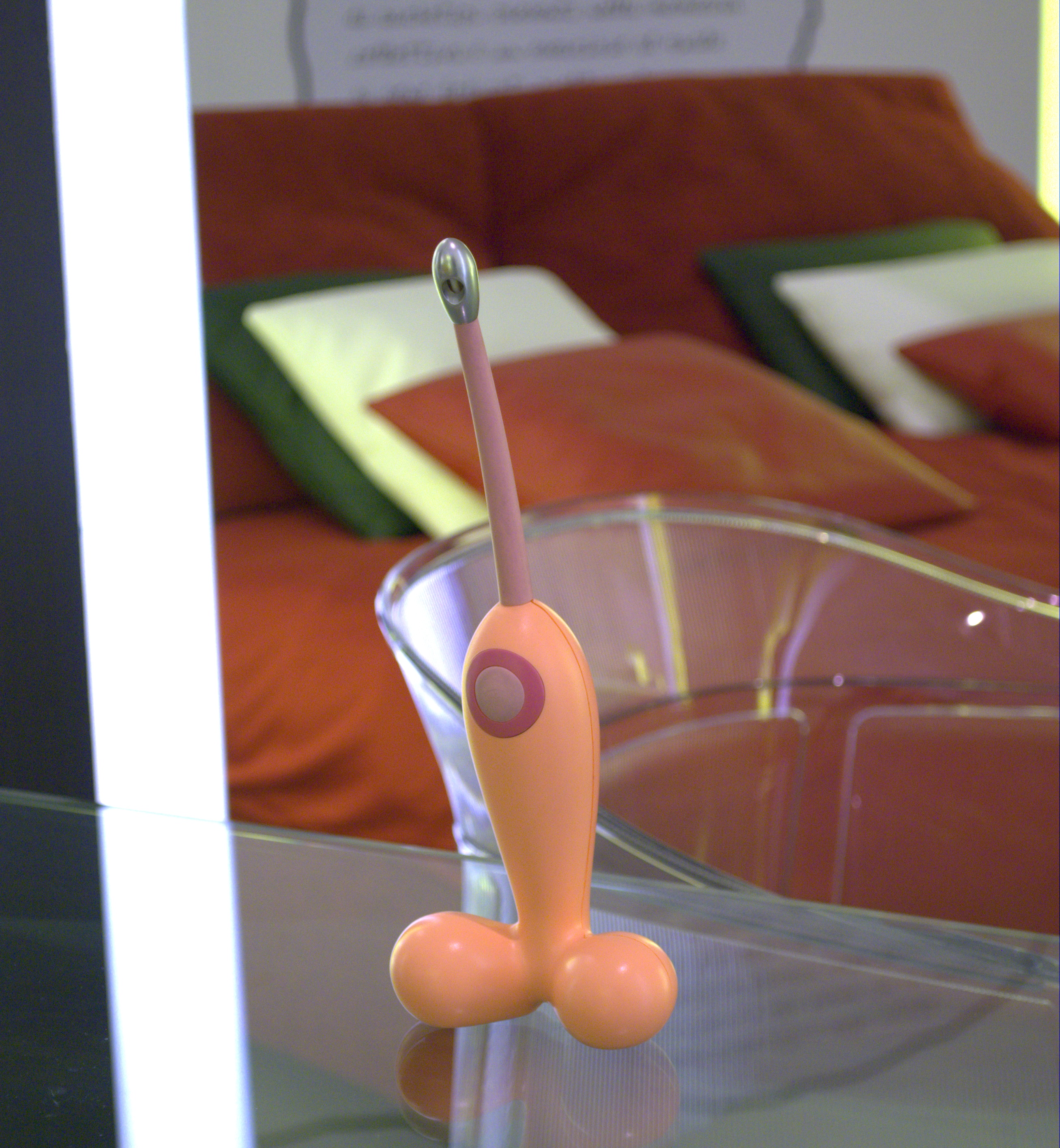
فندک گازی فایربرد ساخت گوئیدو ونتورینی
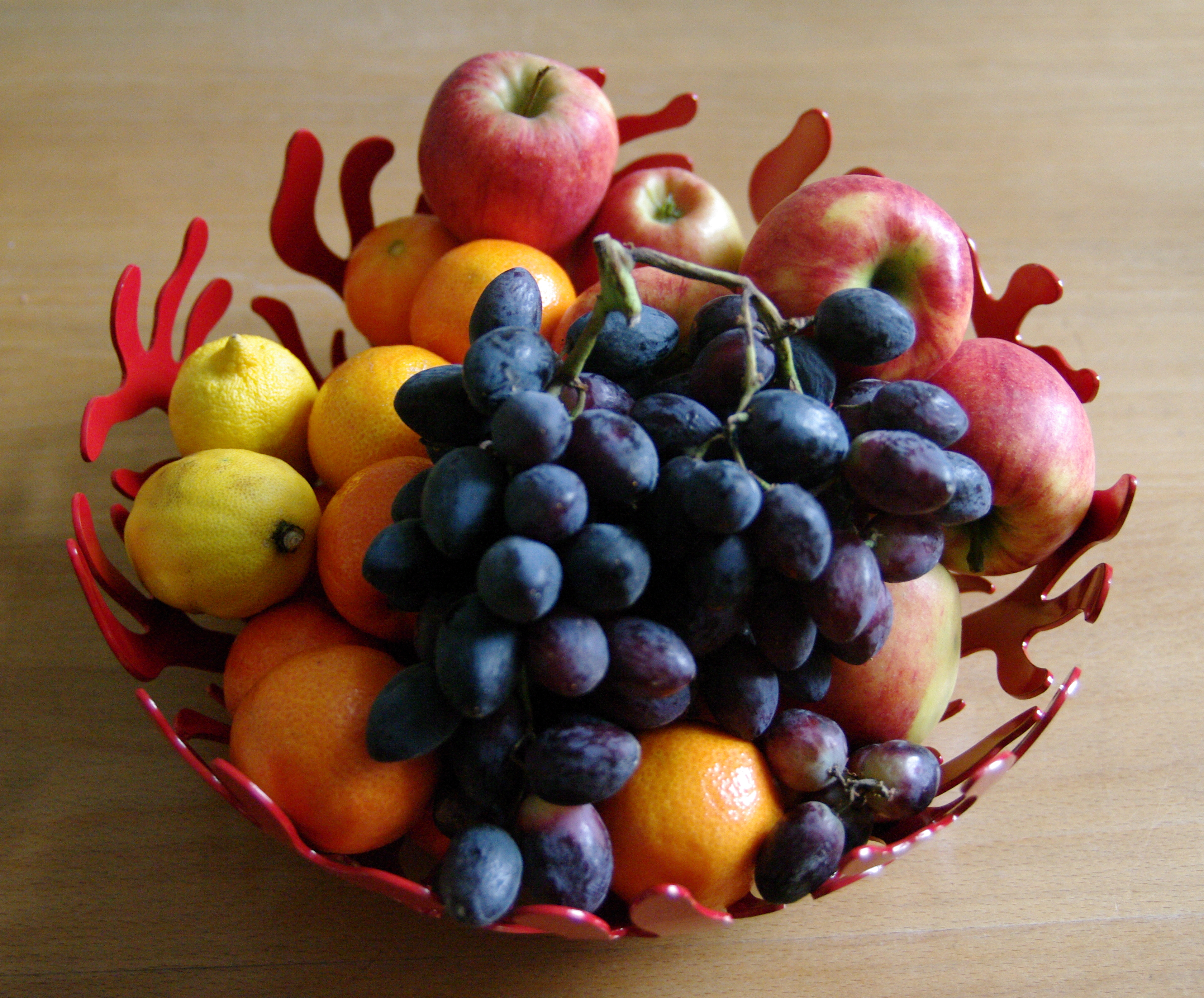
سبد میوه آلسی